# Stylodactylus profundus
Stylodactylus profundus är en kräftdjursart som beskrevs av Cleva 1990. Stylodactylus profundus ingår i släktet Stylodactylus och familjen Stylodactylidae. Inga underarter finns listade i Catalogue of Life.